# Chiromyscus chiropus
Chuột nhắt cây (tên khoa học: Chiromyscus chiropus) là một loài động vật có vú trong họ Chuột, bộ Gặm nhấm. Loài này được Thomas mô tả năm 1891. Loài này được tìm thấy ở Lào, Miến Điện, Thái Lan, và Việt Nam.